# Petalidium lepidagathis
Petalidium lepidagathis är en akantusväxtart som beskrevs av Spencer Le Marchant Moore. Petalidium lepidagathis ingår i släktet Petalidium och familjen akantusväxter. Inga underarter finns listade i Catalogue of Life.